# 1. Division 1907/1908
Třináctý ročník 1. Division (1. belgické fotbalové ligy) se konal od 6. října 1907 do 5. dubna 1908.
Sezonu vyhrál pošesté v klubové historii RRC de Brusel. Nejlepším střelcem se opět stal hráč RRC de Brusel Maurice Vertongen, který vstřelil 23 branek. Soutěže se zúčastnilo 10 klubů v jedné skupině.